# The Graham Norton Show
The Graham Norton Show (El show de Graham Norton) es un programa televisivo británico de talk show que se emite en la cadena BBC One en Reino Unido. Presentado por el cómico irlandés Graham Norton, el formato del programa es muy similar a los que tenía anteriormente en Channel 4, V Graham Norton y So Graham Norton, ambos producidos por la misma productora de su último show, So Television.

## Contenido

### EnBBC Two
Durante esta época el programa era muy similar a los programas anteriores de Graham Norton, con fuerte humor adulto, acompañado del monólogo inicial del presentador. Frecuentemente había además un músico invitado para tocar durante los créditos iniciales. Contenía bromas telefónicas y sorpresas de cámara oculta. Estas habitualmente giraban en torno al invitado correspondiente, por ejemplo la aparición de una TARDIS en las calles de Londres cuando David Tennant fue el invitado, o un grupo de catadores de vino catando el de Gérard Depardieu mientras este acudía al programa. Algunas de estas sorpresas, como la cata de vinos, se organizan gracias a ideas enviadas por espectadores. 
Al final del programa, tras la actuación del grupo o artista invitado, había una sección extra de seis minutos llamada el "Cooldown". Esta sección se emitía extendida durante los fines de semana en un especial llamado Graham Norton Uncut (que quiere decir "sin cortes"). Este contenido estaba disponible también en formato de podcast descargable. Además del "Cooldown", contenía escenas eliminadas del episodio original. Habitualmente se implica también a la audiencia en estos contenidos, participando en diferentes juegos.
Tras un pequeño monólogo de Graham Norton, este presenta a dos invitados. Si hubiera un tercer invitado, habitualmente se le anuncia más adelante en el show. En el caso de haber músicos invitados, podían aparecer en el escenario desde el principio, entrar en escena para una breve entrevista unos minutos antes de su actuación, o tocar durante los créditos de cierre y participar en la sección "Cooldown" (esto último lo hacen todos los músicos que participan en el programa).

### EnBBC One
Una vez que el programa se trasladó a BBC One, pasó a emitirse los lunes por la noche, los invitados aumentaron hasta tres o cuatro personas por episodio, y consecuentemente las secciones del presentador quedaron reducidas.
Un ejemplo de invitados habituales sería: un famoso relevante en el momento, un cómico que se sienta en la llamada comedy chair, y un músico o banda conocida. Se presenta a los invitados tras el monólogo inicial, a excepción de las ocasiones en que los músicos aparecen previamente a los créditos iniciales. 
Tras el final de emisión del programa Friday Night with Jonathan Ross, que ocupaba la franja de los viernes por la noche, The Graham Norton Show pasó a ocupar esta franja. Se estrenó en este horario el 22 de octubre de 2010.

## Emisión
En Estados Unidos, desde el 11 de abril de 2013 el canal satélite BBC America emitía nuevos episodios los jueves. Más tarde se trasladó a los sábados por la noche, habitualmente ocho días más tarde de la emisión original.
Tras el episodio de año nuevo en 2015, se dejó de emitir el programa, volviendo finalmente a finales de febrero. En noviembre de 2015, la empresa The Weinstein Company compró los derechos de la serie en Estados Unidos.

En Canadá, el canal por cable BBC First emite el programa los viernes por la noche. En Irlanda, se emite en TV3 y su canal hermano 3e al día siguiente de la emisión en la BBC (es decir, los sábados). En 2015 UTV Ireland comenzó a emitir el programa cada domingo, y también emite los especiales.
En Nueva Zelanda, originalmente se emitía en UKTV, y a partir de la temporada 11 (mayo de 2012) pasó a los viernes por la noche en TV3. 
En India, Pakistán, Bangladés, Sri Lanka, Nepal, Bután y Maldivas The Graham Norton Show se emite los sábados por la noche en Comedy Central, una semana después de la emisión en BBC One.
En Latinoamérica es transmitido por Film&Arts.
En España se emite en el canal Cosmopolitan TV.

## Episodios
The Graham Norton Show lleva hasta el momento veintinueve temporadas desde su estreno en 2007.
| Temporada | Temporada | Episodios | Emisión original         | Emisión original        | Emisión original |
| Temporada | Temporada | Episodios | Primer episodio          | Último episodio         | Canal            |
| --------- | --------- | --------- | ------------------------ | ----------------------- | ---------------- |
|           | 1         | 19        | 22 de febrero de 2007    | 5 de julio de 2007      | BBC Two          |
|           | 2         | 12        | 11 de octubre de 2007    | 26 de diciembre de 2007 | BBC Two          |
|           | 3         | 12        | 17 de abril de 2008      | 3 de julio de 2008      | BBC Two          |
|           | 4         | 14        | 2 de octubre de 2008     | 30 de diciembre de 2008 | BBC Two          |
|           | 5         | 12        | 5 de marzo de 2009       | 28 de mayo de 2009      | BBC Two          |
|           | 6         | 13        | 5 de octubre de 2009     | 31 de diciembre de 2009 | BBC One          |
|           | 7         | 12        | 12 de abril de 2010      | 28 de junio de 2010     | BBC One          |
|           | 8         | 20        | 22 de octubre de 2010    | 11 de marzo de 2011     | BBC One          |
|           | 9         | 13        | 15 de abril de 2011      | 8 de julio de 2011      | BBC One          |
|           | 10        | 21        | 21 de octubre de 2011    | 16 de marzo de 2012     | BBC One          |
|           | 11        | 13        | 13 d abril de 2012       | 6 de julio de 2012      | BBC One          |
|           | 12        | 20        | 19 de octubre de 2012    | 22 de marzo de 2013     | BBC One          |
|           | 13        | 14        | 5 de abril de 2013       | 5 de julio de 2013      | BBC One          |
|           | 14        | 20        | 11 de octubre de 2013    | 28 de febrero de 2014   | BBC One          |
|           | 15        | 13        | 4 de abril de 2014       | 27 de junio de 2014     | BBC One          |
|           | 16        | 24        | 26 de septiembre de 2014 | 20 de marzo de 2015     | BBC One          |
|           | 17        | 13        | 10 de abril de 2015      | 3 de julio de 2015      | BBC One          |
|           | 18        | 20        | 25 de septiembre de 2015 | 19 de febrero de 2016   | BBC One          |
|           | 19        | 15        | 25 de marzo de 2016      | 1 de julio de 2016      | BBC One          |
|           | 20        | 22        | 30 de septiembre de 2016 | 3 de marzo de 2017      | BBC One          |
|           | 21        | 13        | 7 de abril de 2017       | 30 de junio de 2017     | BBC One          |
|           | 22        | 21        | 29 de septiembre de 2017 | 23 de febrero de 2018   | BBC One          |
|           | 23        | 13        | 6 de abril de 2018       | 29 de junio de 2018     | BBC One          |
|           | 24        | 21        | 28 de septiembre de 2018 | 22 de febrero de 2019   | BBC One          |
|           | 25        | 13        | 5 de abril de 2019       | 28 de junio de 2019     | BBC One          |
|           | 26        | 21        | 27 de septiembre de 2019 | 21 de febrero de 2020   | BBC One          |
|           | 27        | 9         | 10 de abril de 2020      | 5 de junio de 2020      | BBC One          |
|           | 28        | 27        | 2 de octubre de 2020     | 30 de abril de 2021     | BBC One          |
|           | 29        | 23        | 24 de septiembre de 2021 | 11 de marzo de 2022     | BBC One          |